# Житаха
Житаха — деревня в городском округе Шаховская Московской области.

## Население
| 1859 | 1926 | 2002 | 2006 | 2010 |
| ---- | ---- | ---- | ---- | ---- |
| 149  | ↘115 | ↘3   | →3   | ↘2   |

## География
Деревня расположена в южной части округа, примерно в 16 км к юго-востоку от райцентра Шаховская, на левом берегу малой речки Житонки, правого притока реки Рузы, высота центра над уровнем моря 204 м. Ближайшие населённые пункты — Неданово на северо-западе и Большое Сытьково с Нечёсово на западе.
К деревне приписано СНТ «Лысая Гора».
Имеется автобусная остановка маршрута №44, следующего до Шаховской.

## Исторические сведения
В 1769 году Житоха — деревня Хованского стана Волоколамского уезда Московской губернии во владении графа Александра Сергеевича Строганова. В деревне 20 дворов и 92 души.
В середине XIX века деревня Житаха относилась к 1-му стану Волоколамского уезда Московской губернии и принадлежало генерал-лейтенантше Софье Владимировне Строгановой. В деревне было 23 двора, крестьян 78 душ мужского пола и 93 души женского.
В «Списке населённых мест» 1862 года — владельческая деревня 1-го стана Волоколамского уезда Московской губернии по правую сторону Московского тракта, шедшего от границы Зубцовского уезда на город Волоколамск, в 20 верстах от уездного города, при речке Житонке, с 21 двором и 149 жителями (63 мужчины, 86 женщин).
По данным на 1890 год входила в состав Бухоловской волости, число душ мужского пола составляло 56 человек.
В 1913 году — 20 дворов и земское училище.
По материалам Всесоюзной переписи населения 1926 года — деревня Новлянского сельсовета, проживало 115 человек (47 мужчин, 68 женщин), велось 23 хозяйства (из них 22 крестьянских), имелась школа.
С 1929 года — населённый пункт в составе Шаховского района Московской области.
1994—2006 гг. — деревня Серединского сельского округа Шаховского района.
2006—2015 гг. — деревня сельского поселения Серединское Шаховского района.
2015 г. — н. в. — деревня городского округа Шаховская Московской области.